# 向银河开球
《向银河开球》，日本放送協會电视动画作品，2012年4月开始在NHK BS Premium及NHK综合频道播出。改编自川端裕人的小说《银河的世界杯》，以少年足球为主题的体育动画。本篇放送结束后，还有J联盟选手出演的5分钟真人迷你节目《向银河开球!!～挑战J联盟选手～》。

## 故事簡介
喜欢足球的少年太田翔，其所属桃山Predator队由于人数不足而解散。翔在心情低落之际遇到了转校生绘里香和女子职业队选手的志水美咲，并和新队友一起向银河第一的目标而努力。

## 登場人物

### 桃山Predator
和新东京FC-Rosa的练习赛中使用了队名“桃山Dande Lion”。都大会落败后，以“8人制未来盃”足球赛的优胜为目标。

#### 选手·教练
太田翔（聲：小林优／香港：雷碧娜）
本作的主人翁。小学6年级学生。在桃山Predator·六年级队只剩下一人并面临解散时，四处招募球员。
受队友推荐，成为了桃山队的队长。特点是嗓门大，觀察力強，对足球抱有很大的热情，不到最后不放弃的性格。
后卫。球衣号2。不知不觉中在视野和战术组织方面得到了提高，之前的盲人足球让这些能力得到升华。
第39集尾段獲邀加入新東京足球協會。
原作中的名字为“翼”，动画里做了更改。
高远绘里香（聲：中津真莉子／香港：凌晞）
从大阪难波转学到翔班上的女孩子。小学6年级学生。在大阪的时候，是难波Dande Lion队的球员。
中場。足球的实力远远高于翔。冲刺时比男孩子还要快，被誉为“速度之星”。
进入成长期后，体力方面渐渐比不过男生，对性别方面的阻碍很烦恼。技巧和速度超群的攻击手。球衣号7。
降矢虎太（聲：KENN／香港：黃積權）
降矢家“三胞胎恶魔”中的长男。沉默寡言的主力前锋。球衣号9。得分能力超群，代表色是黄色。
在去年和Heavenly的比赛中被青砥打进3球后，就开始把他视为对手。
之前和上一任教练发生冲突，离开队伍。因为新东京FC-Rosa的练习赛以及花岛胜的出现而重新归队。
於第39集和世界明星隊的比賽結束後，決定繼續留在西班牙。
降矢龙持（聲：立花慎之介／香港：關令翹）
降矢家“三胞胎恶魔”中的次男。个人的颜色是绿色。战术及优秀的判断力是球队不可或缺的存在。
控球和传球的技术方面都很出色，桃山队中场进攻组织的“司令塔”。有时会根据对手的情况改踢前锋。球衣号10。
经常有意地造成对手乌龙，上一任的教练认为这不像小学生的踢球风格。不过自己似乎对此并不在意。
降矢凰壮（聲：細谷佳正／香港：李鎮然）
降矢家“三胞胎恶魔”中的三男。个人的颜色是红色。我行我素的性格和出色的战略眼光。
是个多面手。在防守和进攻方面的技术都不错。是球队里中场和后方攻防转换的枢纽。
一般出现在中场。有时会担任后腰，有时会被教练安排到前锋位置参与进攻。球衣号4。
西园寺玲华（聲：田澤利依子／香港：羅孔柔）
翔和绘里香的同班同学。体型肥胖的女孩子，家庭背景優厚。
加入球队的原因是想要减肥，最初并没有得到队友的认可。
没有因此放弃足球，反而付出很多努力，每天早上練習，渐渐摆脱了对足球的畏惧心理。
不知为何能知道球从哪里来的天性般的才能。中場。球衣号3。
背著母親放棄學習鋼琴，轉移踢足球，後被母親發現。
因一直在踢足球，體型漸漸瘦了下來。
青砥·岡沙利斯·琢马（聲：菊池心／香港：羅杏芝）
川原国际 Heavenly 的球员。父亲曾经是西班牙的足球选手。
天才前锋，在场上几乎不传球，也不参加防守。稍稍有点我行我素。
在都大会输给桃山队之后，离开了Heavenly。以“未来杯优胜并进军西班牙”为条件加入桃山Predator。球衣號11。怕鬼
於第39集和世界明星隊的比賽結束後，決定繼續留在西班牙，於最後再遇到他的爸爸。
杉山多义（聲：池田恭祐／香港：鄧港文）
昵称多义。阿拉伯和日本的混血儿。青砥的朋友，前川原国际 Heavenly 的门将。
处于成长期，技术赶不上急剧增长的身高。认为自己变差了，离开了Heavenly。
曾经选择逃避而改打篮球。在五人制的足球赛中找回了原来踢球的感觉，并和青砥一起加入桃山Predator。球衣號1。
植松太郎（聲：高坂笃志／香港：周良鴻）
浮岛悠斗（聲：井上优／香港：周倚天）
内村桂（聲：大浦冬华／香港：鍾見麟）
植松、浮岛、内村三人是朋友并且姓氏的首字母都为"U"，分别为 Uematsu、Ukishima、Uchimura，因此被合称为"3U"。
以前都是桃山Predator的成员，在降矢三兄弟退队后便以考试为理由也离开了球队。
之后在降矢的劝说下参加了与新东京FC-Rosa的热身赛，并在地区预选赛前重新回到球队。
植松是前锋，球衣号11。浮岛担任后卫，球衣号5。内村踢中场，球衣号8。
由于要兼顾升学考试补习班和足球，三人和父母约定如果比赛输了的话就不踢球了。都大会失利后三人离开了队伍。
久保田俊也（聲：堀井茶渡／香港：陳成港）
地区预选赛前加入桃山队的5年级球员。守门员，球衣号1。都大会失利后随着5年级队比赛的开始而离开队伍。
田中纯（聲：村田太志／香港：張裕東）
地区预选赛前加入桃山队的5年级球员。中场，球衣号6。都大会失利后随着5年级队比赛的开始而离开队伍。
花岛胜（聲：小山力也／香港：陳欣、蘇強文（代配））
教练。J2的时代，日本选手中得分率第一的球员，原千叶闪电队的前锋，被称为“闪电之光”。
腰伤隐退后担任过千叶少年队的教练。曾率领队伍打入“全日本少年足球大会”的八强。
比赛中，出现了选手失明的事故而使教练辞职了。在公园里喝酒时，遇到了太田翔，并被邀请作为教练。
都大会失利后，认为自己应该为虎太受伤负责提出辞去教练的申请。在翔和虎太的强烈劝说下答应留任。

#### 选手的家庭成员
太田遥（聲：根谷美智子／香港：謝潔貞）
太田翔的母亲，经营着翔父亲留下来的那间烤肉店。对足球的规则不是很了解，不过经常和纱到比赛现场为翔加油。
太田纱（聲：明坂聪美／香港：何寶珊）
太田翔的妹妹，小学3年级的学生。经常到比赛现场为哥哥太田翔加油。
太田健（聲：关智一／香港：黃啟昌）
太田翔的父亲。两年前去世。自称自己店里的烤肉是“世界上第一的烤肉”。店里的常客经常称呼他为“小健”。喜欢足球。也推荐自己的儿子踢足球。
高远茂树（聲：水内清光／香港：馮錦堂）
绘里香的父亲，关西人，平易近人的爸爸。
高远智香（聲：中西悠／香港：詹健兒）
绘里香的母亲，天性开朗豪爽的妈妈。
扎古（聲：坂卷学）
绘里香的爱犬，足球技术相当了得。
降矢麟（聲：森川智之／香港：陳廷軒）
桃山地区预选赛时经常在场边观察的神秘男子。可疑的面容，被太田纱称为“怪人大叔”。其实是降矢三兄弟的父亲，在大学里教数学，从事有关足球方面的数学分析。
和杏子一样称呼花岛胜为“小胜”，性格虽然有点古怪但是很坦率，对于在场上比赛的三个儿子的踢球方式会客观地发表自己的看法。
平时总是戴着墨镜，和降矢三兄弟一样，瘦瘦高高眉目清秀。妻子是著名的柔道家。经常和杏子在场边为桃山队加油，因此两人的关系很好。
西园寺君江（聲：久川绫／香港：劉惠雲）
玲华的母亲。对玲华的关心和爱护有点过度。最开始并不知道玲华在踢足球的事情，得知以后非常生气，让玲华离开了球队。
被玲华踢足球时认真的态度所感动。但是比赛中玲华受点小伤时依然会反应过度，强制要求送玲华去医院。对玲华过度的关心和保护一直没有改变。
西园寺良男（聲：鸟海胜美／香港：劉奕希）
玲华的父亲。外表和性格与玲华相似。对妻子百依百顺，同时还是个温柔的父亲。
松岛阿姨（聲：爱河里花子／香港：伍秀霞）
西园寺家的保姆。玲华最信赖的人。是西园寺家中最早知道玲华在踢足球的人。经常为玲华的事情操心。

### 其他
杏子（聲：田中理惠／香港：朱妙蘭、陳皓宜（代配））
花岛胜的恋人，羽毛球选手。不太擅长料理，总是到便利店买便当。
第39集成為了體育報導員，於世界各地工作。
桃山金造（聲：中村浩太郎／香港：陳永信）
从事桃山不动产经营，桃山Predator的领队，另外还有个秘书叫直美（声：川濑昌子／香港：陳皓宜）。一开始打算解散翔所在的六年级队，不过在球队有了教练以后承认六年级队复原。
久美子（聲：／香港：吳羨婷）
經營着翔父親這間烤肉店的職員。
志水美咲（聲：桑岛法子／香港：鄭麗麗）
女子职业队新东京FC-Rosa的足球选手。日本女足的中场，由于受伤没有参加世界杯。
在公园进行恢复训练时，与翔他们相遇。以前是大阪难波Dande Lion的球员。
景浦晶（聲：前野智昭／香港：黃啟昌）
新东京FC-Amarillo的小学生选手。被称为“Amarillo的皇帝”。实力绝对是小学六年级MVP级别的。拥有过目不忘的能力。
须黑（聲：三户耕三／香港：鄧志堅）
椿森SC的队长兼自由人。和三胞胎对抗意识很强烈，不服输的性格。踢球的方式有点莽撞，但是在足球的技术方面还是有一定实力的。其侧翼的进攻战术被命名为“须黑Special”。地区大会以后，加入了五人制足球队。
椿森银二（聲：家中宏／香港：張錦江）
椿森SC的领队。以前和金造的关系不太好。
郷田（聲：坂卷学、金田晶（幼少期）／香港：陳卓智）
翔的同学。
出川（聲：村田太志／香港：林筠翔、黃瑩瑩（童年））
翔的同学。
望月老师（聲：原由实／香港：黃瑩瑩）
在翔就读的小学里担任女教师。
永渊荣（聲：西村知道／香港：黃子敬）
千叶闪电队的技术顾问。花岛胜球员时代在千叶闪电踢球时的监督。因为胃癌发作而引退。现在已经痊愈。
栗林阳平（聲：高坂篤志、内藤大希（少年时代）／香港：胡家豪）
花岛胜担任千叶小学生队教练期间的足球选手，因为比赛中的事故受伤失明，也是花岛辞去教练的主要原因。现在是5人制（盲人）足球的日本代表选手。
田中悟（聲：鸟海浩辅／香港：周良鴻）
翔最喜欢的足球选手，原日本国脚。在看了他退役前的最后一场比赛后，翔开始喜欢上了足球。
在翔幼年刚加入桃山，因为球技太差，而被队友嘲笑打算放弃足球时，父亲太田健机智地要取到他的亲笔签名。
现在所做的一切都与未来相连，这是他曾经说过的一句话，也是这句话让翔重新找到了继续踢足球的动力。
峰祐介（聲：目黒光祐／香港：劉昭文）
解说员·森岛宽晃（聲：森岛宽晃／香港：李錦綸）
未来杯决赛的解说者。原日本国家队选手。
美斯（聲：杉田智和／香港：李致林）
世界選拔隊球員（第39集）。
朗尼（聲：神奈延年／香港：陳卓智）
世界選拔隊球員（第38-39集）。
巴洛迪利（聲：川津泰彦／香港：麥皓豐）
世界選拔隊球員（第38集）。
派路（聲：千葉進步／香港：巫哲棋）
世界選拔隊球員（第38-39集）。
基斯坦奴·朗拿度（聲：三戸耕三／香港：李凱傑）
世界選拔隊球員（第38-39集）。
卡斯拿斯（聲：坂巻学）
世界選拔隊球員（第38-39集）。
奧斯爾（聲：木内秀信／香港：梁偉德）
世界選拔隊球員（第38-39集）。

## 製作人員
- 原作 - 川端裕人（集英社文庫）
- 監督 - 宇田鋼之介
- 系列構成 - 山田隆司
- 足球監修 - J league
- 人物設計、總作畫監督 - 渡邊一
- 指導 - 浅野勝也
- 情節設計 - 西野理恵
- 色彩設計 - 林可奈子
- 美術監督 - 守安靖尚
- 攝影監督 - 五明真利
- 編輯 - 後藤正浩
- 音響監督 - 井澤基
- 音楽 - James下地
- 動畫製作人 - 後藤史臣
- 製作統括 - 福田貴美子、土橋圭介、高橋知子
- 動畫製作 - TYO動畫
- 制作・著作 - NHK、NHK ENTERPRISES、NAS

## 主題曲
| 类别 | 曲名                 | 作词   | 作曲               | 编曲     | 演唱     | 备注                    |
| ---- | -------------------- | ------ | ------------------ | -------- | -------- | ----------------------- |
| OP   | Across my world      | KEIT   | KEIT               | knotlamp | knotlamp | 第01話 - 第39話         |
| ED   | 雨ときどき晴れのち虹 | はなわ | 磯崎健史           | 成田忍   | 風男塾   | 第01話 - 第24話、第39話 |
| ED   | 人生わははっ!        | はなわ | はなわ・ヒロイズム | 成田忍   | 風男塾   | 第25話 - 第38話         |

- 「繼續走吧」（香港版主題曲）（第01話 - 第39話）[1]

作詞：天旋／作曲：KEIT／編曲：黃浩智／主唱：鄭世豪

## 各話列表
| 话数   | 日文標題 | 香港標題           | 脚本     | 分镜         | 演出             | 作画监督                         | 动作作画监督 |
| ------ | -------- | ------------------ | -------- | ------------ | ---------------- | -------------------------------- | ------------ |
| 第01话 |          | 相遇               | 山田隆司 | 宇田钢之介   | 浅野胜也         | つなきあき                       |              |
| 第02话 |          | 速度之星           | 山田隆司 | 宇田钢之介   | 前园文夫         | 铃木信一                         |              |
| 第03话 |          | 惡魔三胞胎         | 平野靖士 | 渕上真       | 渕上真           | 武内启 古佐小吉重                |              |
| 第04话 |          | 閃電之光           | 山下宪一 | 畑博之       | 新田义方         | 武内启 梶浦绅一郎                |              |
| 第05话 |          | 教練               | 土屋理敬 | 片贝慎       | 片贝慎           | 谷口元浩 しんごーやすし          |              |
| 第06话 |          | 第十一個選手       | 山田隆司 | 前园文夫     | 関田修           | 洼敏 山田雄一郎                  | 关崎高明     |
| 第07话 |          | 三個戰術           | 平野靖士 | 畑博之       | 畑博之           | 一居一平 しんごーやすし          | 熊谷哲矢     |
| 第08话 |          | 開球               | 山下宪一 | 前园文夫     | 前园文夫         | 铃木信一                         | 关崎高明     |
| 第09话 |          | 打破彊局           | 土屋理敬 | 石山贵明     | 村上贵之         | 五十内裕辅 饭饲一幸              |              |
| 第10话 |          | 須黑式進攻         | 山田隆司 | 片贝慎       | 片贝慎           | 服部益実                         | 关崎高明     |
| 第11话 |          | 反攻               | 平野靖士 | 近藤一英     | 新田义方         | 武内启 梶浦绅一郎                | 阿蒜晃士     |
| 第12话 |          | 滿身泥污的千金小姐 | 山下宪一 | 前园文夫     | 関田修           | 洼敏                             | 关崎高明     |
| 第13话 |          | 驅除惡魔           | 土屋理敬 | 名取考治     | 左藤洋二         | 一居一平 しんごーやすし          | 阿蒜晃士     |
| 第14话 |          | 烏龍球             | 山田隆司 | 宇田钢之介   | いとがしんたろー | 铃木信一                         | 关崎高明     |
| 第15话 |          | 強項               | 平野靖士 | 小寺勝之     | 樋口洋介         | 中嶋长治 清水胜佑                | 阿蒜晃士     |
| 第16话 |          | 3U的決意           | 山下宪一 | 青山弘       | 村上贵之         | 饭饲一幸 五十内裕辅              | 关崎高明     |
| 第17话 |          | 踢向未來的球       | 土屋理敬 | 片贝慎       | 片贝慎           | 山崎爱 山本径子                  | 阿蒜晃士     |
| 第18话 |          | 第一次入球         | 山田隆司 | 田所修       | 新田义方         | 片冈千春 武内启                  | 关崎高明     |
| 第19话 |          | 天才射手           | 平野靖士 | 前园文夫     | 関田修           | 佐佐木美丽                       | 阿蒜晃士     |
| 第20话 |          | 没有防守           | 山下宪一 | 名取孝浩     | 名取孝浩         | 一居一平 しんごーやすし          |              |
| 第21话 |          | 團隊合作           | 土屋理敬 | 畑博之       | タチバナコウスケ | 铃木信一                         | 关崎高明     |
| 第22话 |          | 眼淚               | 山田隆司 | 小寺勝之     | 吉田俊司         | 后藤润二 清水胜佑                | 关崎高明     |
| 第23话 |          | 球隊解散           | 平野靖士 | 室谷靖       | 村上贵之         | 五十内裕辅 饭饲一幸              | 关崎高明     |
| 第24话 |          | 盲人足球           | 山下宪一 | 片贝慎       | 片贝慎           | 小林ゆかり 山崎爱                | 关崎高明     |
| 第25话 |          | 新同伴             | 土屋理敬 | 大宅光子     | 大宅光子         | 小松信                           | 关崎高明     |
| 第26话 |          | 衝擊的集訓營       | 山田隆司 | 浅野胜也     | 关田修           | 洼敏 佐佐木美丽                  | 熊谷哲矢     |
| 第27话 |          | 承諾的機票         | 平野靖士 | 平牧大辅     | 平牧大辅         | 一居一平 大森理惠                | 关崎高明     |
| 第28话 |          | 新生Predator       | 山下宪一 | 室谷靖       | 村上贵之         | 五十内裕辅 渡边奈月              | 关崎高明     |
| 第29话 |          | 對調               | 土屋理敬 | 新田义方     | きみやしげる     | 铃木信一                         | 关崎高明     |
| 第30话 |          | 來吧 決戰          | 土屋理敬 | 畑博之       | 畑博之           | 后藤润二 谷口元浩                | 熊谷哲矢     |
| 第31话 |          | 絕望與希望         | 平野靖士 | 片贝慎       | 片贝慎           | 小林ゆかり 山崎爱                | 关崎高明     |
| 第32话 |          | 激戰的最後         | 山下宪一 | 宇田钢之介   | 关田修           | 佐佐木美丽 洼敏                  | 熊谷哲矢     |
| 第33话 |          | 勝利的去向         | 土屋理敬 | 浅野胜也     | 浅野胜也         | 一居一平 西野理惠                | 关崎高明     |
| 第34话 |          | 遠赴巴塞隆拿       | 山田隆司 | 新田义方     | 新田义方         | 片冈千春 武内启                  | 熊谷哲矢     |
| 第35话 |          | 往銀河的啟動       | 平野靖士 | 室谷靖       | 大嶋博之         | 五十内裕輔 渡辺奈月              | 阿蒜晃士     |
| 第36话 |          | 決賽前夜           | 山下宪一 | きみやしげる | きみやしげる     | 铃木信一                         | 熊谷哲矢     |
| 第37话 |          | 加泰羅尼亞廣場     | 土屋理敬 | 片贝慎       | 片贝慎           | 小林ゆかり 山崎爱                | 关崎高明     |
| 第38话 |          | 世界最強軍團       | 山田隆司 | 平牧大輔     | 平牧大輔         | 小松信 片冈千春                  | 熊谷哲矢     |
| 第39话 |          | 銀河世界盃         | 山田隆司 | 宇田钢之介   | 宇田钢之介       | 谷口元浩 しんごーやすし 一居一平 | 关崎高明     |

## 播放電視台
| 播放地區 | 播放電視台     | 播放日期                     | 播放時間（UTC+9）             | 備註                                                          |
| -------- | -------------- | ---------------------------- | ----------------------------- | ------------------------------------------------------------- |
| 日本全國 | NHK BS Premium | 2012年4月3日－9月25日        | 星期二 19時00分－19時25分     | 2012年3月26日至3月30日 第1-5話先行播放                        |
| 日本全國 | NHK BS Premium | 2012年10月2日－2013年2月26日 | 星期二 18時30分－18時55分     |                                                               |
| 日本全國 | NHK綜合頻道    | 2012年4月7日－2013年3月2日   | 星期六 09時30分－09時55分     |                                                               |
| 日本全國 | ANIMAX         | 2013年7月22日－8月16日       | 星期一至五 9時30分－10時30分  | 連續2話放送                                                   |
| 香港     | J2             | 2013年9月20日－11月13日      | 星期一至五 18時25分－19時00分 | UTC+8 有重播、有字幕、雙聲道                                  |
| 香港     | 無綫兒童台     | 2014年1月15日－3月10日       | 星期一至五 9時00分－9時30分   | UTC+8 有重播、粵語配音播出                                    |
| 香港     | 翡翠台         | 2014年3月20日－7月31日       | 星期四、五 17時20分－17時50分 | UTC+8 有字幕、雙聲道 有粵語片頭曲並使用「駁聲不駁片」形式播出 |

## 外部連結
- 向银河开球官網Archive.today的存檔，存档日期2012-12-19（日語）